# موتوی ساکورابا
موتوی ساکورابا (انگلیسی: Motoi Sakuraba؛ زادهٔ ۵ اوت ۱۹۶۵) آهنگساز، و موسیقی‌دان اهل ژاپن است. وی از سال ۱۹۸۴ میلادی تاکنون مشغول فعالیت بوده‌است.